# Grappleria corona
Grappleria corona este o specie de viermi lați care aparține genului Grappleria, familia Jenseniidae. Specia a fost studiată și descrisă formal pentru prima dată în 2021, iar epitetul specific corona face referire la pandemia de coronaviroză din acea perioadă.